# 陳恮
陈恮（?—?），南北朝人，字承厚，陳後主的第九個兒子，徐淑仪所生。
祯明二年（588年）正月十一辛巳日，立为东阳王，邑一千户。未拜，曾師事王冑。禎明三年（589年），隋灭南陈。和其他宗室一起被遷移長安，隋朝大業年間，陈恮擔任通议郎。